# Тумба (Канино)
 Вижте пояснителната страница за други значения на Тумба.
Тумба или Канинската тумба (на македонска литературна норма: Канинска Тумба) е важен археологически обект край битолското село Канино, Северна Македония. Представлява селище от Бронзовата епоха и е обявен за паметник на културата.
Намира се на 2,5 km източно от Канино и на 500 m от пътя Битоля – Породин – Драгош, в нивите северно от Породин, в югозападната част на Пелагонийското поле. Представлява изкуствено възвишение с размери 200 × 160 m и височина от 0,50 в западната до 3,00 m в източната част. Горните слоеве на селището са пострадали от обработката на земята. В 1972 година музеят в Битоля прави защитни археологически разкопки. В културния слой, дебел 3 m, са засечени няколко фази на живот от средната бронзова епоха, проследени с многобройни керамични съдови и други археологически находки. Находките се пазят в Музея в Битоля.